# Les Twins

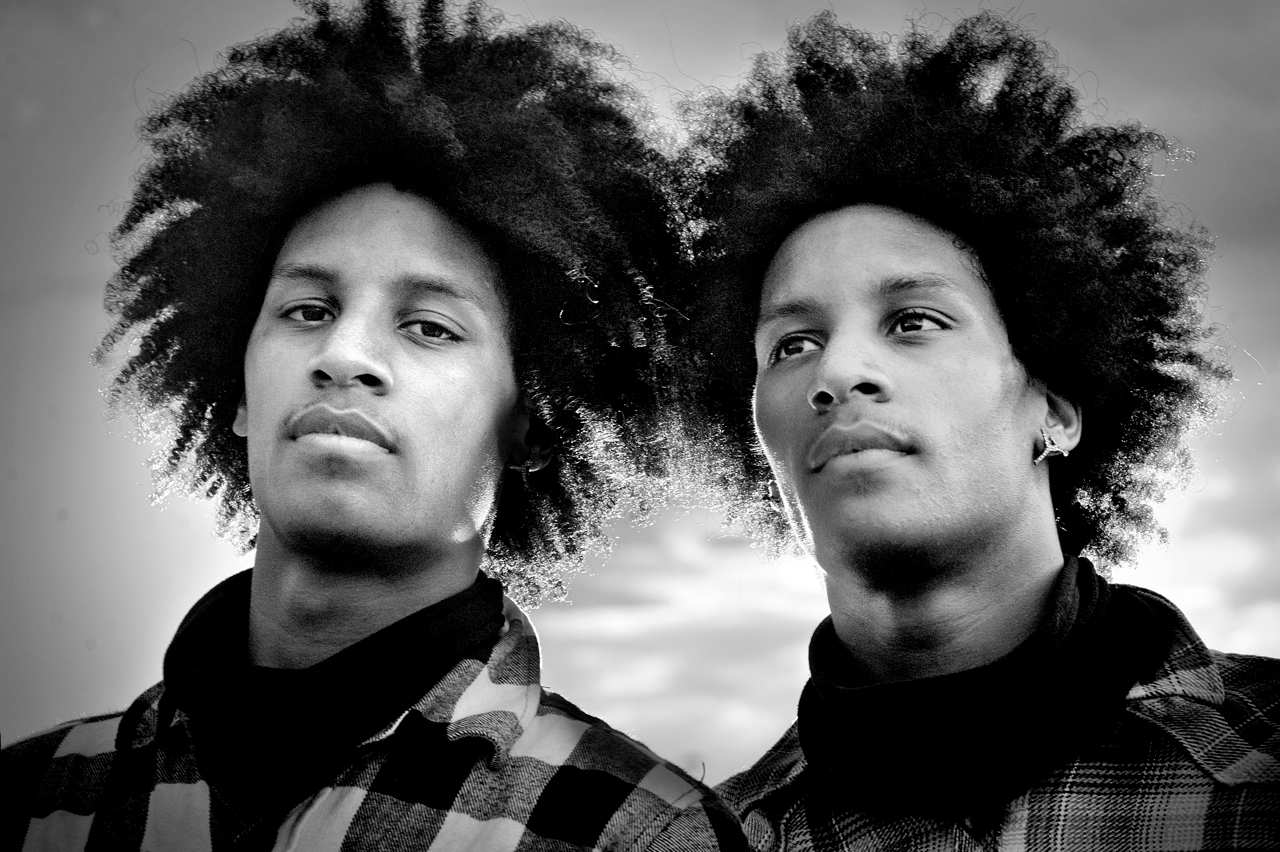
Les Twins

Les Twins je francouzské umělecké duo, které tvoří bratři, identická dvojčata Laurent („Lil Beast“) a Larry Bourgeois („Ca Blaze“). Věnují se především tanci, vytváření choreografií, modelingu a zpěvu. Patří mezi světové špičky v New Style hip hopu. Své originální choreografie a pohyby jezdí vyučovat po celém světě včetně České republiky. Jsou také členy tanečních skupin Criminalz Crew a Veteranz, s níž účinkovali v Cirque du Soleil Michael Jackson Immortal World Tour.
Poznávacími znaky bratrů je bohatý afro účes, výška 196 cm a svérázný módní styl. Často nosí kalhoty naopak, nákolenky, nákrčníky i tzv. dámské oblečení (př. sukně). Mají zálibu v nošení mnoha výrazných módních doplňků.

## Život
Pochází ze Sarcelles, což je předměstí Paříže. Narodili se 6. prosince 1988 do velké rodiny guadeloupského původu. Tanci se věnují podle svých slov od 2 let.

### Kariéra
V roce 2008 se zúčastnili soutěže Incroyable Talent, což je francouzská verze britského pořadu Britain's Got Talent. O tři roky později vyhráli prestižní mezinárodní taneční soutěž Juste Debout 2011 v kategorii New Style Hip Hop. Mezi jejich další významné počiny můžeme řadit mimo jiné úspěšnou spolupráci s Beyoncé, se kterou mnohokrát vystupovali (třeba na Billboard Awards 2011), objevili se v několika jejích videoklipech a dokonce ji jako jediní mužští tanečníci doprovodili na její Mrs. Carter Show World Tour. Spolupracovali ale i s dalšími hvězdami, například Meghan Trainor (videoklip k Lips Are Movin), Davidem Guettou (videoklip k Play Hard), Missy Elliot, Maître Gims aj. Dále se ukázali i v několika reklamách (Adidas, H&M, Beats by Dre ad.) a dokázali se prosadit i jako modelové (př. Paris Fashion Week 2010). Věnují se i hudbě. Ve videoklipech ke svým písním samozřejmě také využívají svých tanečních schopností (př. píseň You Don't Know Me). 

### Taneční vlivy
Mezi své největší taneční vlivy řadí především Michaela Jacksona a devět svých sourozenců, kteří jsou také tanečníky. 

### Taneční cíle
Les Twins říkají, že jejich cílem je zpopularizovat tanec. Nechtějí, aby tzv. background dancers byli viděni jenom jako „křoví“ zpěváka. I proto například říkají, že „netancují pro Beyoncé, ale s Beyoncé“.